# Aulnois-en-Perthois
Aulnois-en-Perthois é uma comuna francesa na região administrativa de Grande Leste, no departamento de Meuse. Estende-se por uma área de 10,75 km². Em 2010 a comuna tinha 515 habitantes (densidade: 47,9 hab./km²).